# 3877-es busz
A 3877-es jelzésű autóbuszvonal egy Nyíregyháza és Révleányvár között húzódó helyközi vonal, amelyet a Volánbusz Zrt. üzemeltet munkanapokon, Kisvárda, Cigánd és Ricse érintésével.

## Útvonala
Nyíregyháza autóbusz-állomásról indul. A belvárost 5 kilométer alatt hagyja el, északkeleti irányban, a 4-es főúton, miközben a megyeszékhely forgalmasabb pontjait is felkeresi. Az első települést, Nyírpaznyot csak súrolja, ahol meg is áll az Nyírtura. Ezt követi Nyírbogdány, majd Székely község. Berkeszt is kiszolgálja, aztán Nyírtassot, míg nem elérkezik a környék két kisebb városába, Ajakra és Kisvárdára. Utóbbi állomásán meg is áll. Nyugati irányba fordul, keresztezi a főutat, a vonal 55. kilométerén Kékcse helyezkedik el. Továbbrobog a 381-es főúton, Tiszakanyár kertjei alatt fut útvonala, a ricsei útelágazásnál a borsodi Cigánd városba is kitér, negyed órát vesz igénybe számára. Menetideje 105. percében, Ricsére ér, ellentétes irányból kizárólag a községből van csak járat. Az egyetlen munkanapi Semjén irányába tart, majd Lácacsékére kanyarodik melyet a szlovák határ menti Dámóc követ. Kültelepülés részére, Őrhegyre a tanítási napokon közlekedő tér ki. Utolsó előtti község Zemplénagárd, a szomszédos Révleányváron végállomásozik 200 méter híján a 100 kilométeres túra után.
Ellentétes irányban Ricséről közlekedik csak, útvonala változatlan.

## Közlekedése
Indításszáma alacsony, teljes vonalon csak Nyíregyházáról indul szóló a délutáni órákban. Kisvárda és Ricse között a 3887-es busz vonalán halad. Nyíregyháza és Kisvárda között gyorsított fordaként közlekedik.
| Viszonylat                                   | Indításszám | Közlekedési rend |
| -------------------------------------------- | ----------- | ---------------- |
| Nyíregyháza, aut. áll. ➝ Révleányvár, Fő tér | 1 oda       | munkanapokon     |
| Ricse, v.bolt ➝ Nyíregyháza, aut. áll.       | 1 oda       | munkanapokon     |

## Megállóhelyei
| 0                                  | Nyíregyháza, autóbusz-állomás végállomás | 0.0 km  | 1, 1A, 2, 3, 3A, 4, 12, 24, 30, 30A, 90, 90E, 91, H30, H31, H35, H40 1369, 1371, 1426, 1427, 1428, 1446, 1449 3881, 4200, 4201, 4202, 4203, 4205, 4206, 4207, 4208, 4209, 4210, 4211, 4212, 4213, 4214, 4215, 4216, 4217, 4218, 4219, 4220, 4221, 4222, 4224, 4225, 4231, 4232, 4233, 4234, 4235, 4236, 4237, 4238, 4239, 4240, 4241, 4242, 4243, 4248, 4250, 4253, 4271, 4281, 4282, 4290, 4291, 4304, 4381 |
| 1                                  | Nyíregyháza, Vay Ádám körút              | 2.2 km  | 2, 4, 4Y, 9, 11, 11Y, 13, 13Y, 14, 14F, 17, 19, 20, 21, 22, 27, 49, 90E, 92, 900, H32 4205, 4206, 4207, 4208, 4215, 4216, 4217, 4218, 4219, 4220, 4221, 4222, 4225, 4226, 4232, 4233, 4234, 4236, 4238, 4253, 4290, 4291, 4381 |
| 2                                  | Nyíregyháza, Pazonyi tér                 | 3.0 km  | 5, 5A, 7, 12, 14, 14F, 15, 18, 25, 27, 28, 44, 55, 90E, 92 4205, 4206, 4207, 4208, 4233, 4234, 4236, 4253 |
| 3                                  | Nyíregyháza, bevásárlóközpontok          | 5.4 km  | 18, 25, 44, 900, 901 4205, 4206, 4207, 4208, 4233, 4234, 4236, 4253 |
| 4                                  | Nyírtura, autóbusz-váróterem             | 14.3 km | 4205, 4206, 4207, 4208, 4233, 4234, 4253 |
| 5                                  | Nyírbogdány, autóbusz-váróterem          | 19.2 km | 4206, 4207, 4208, 4234, 4253, 4267 |
| 6                                  | Székely, autóbusz-váróterem              | 24.7 km | 4204, 4206, 4207, 4208, 4234, 4253, 4267 |
| 7                                  | Berkesz, gyermekotthon                   | 30.0 km | 4208, 4253, 4267 |
| 8                                  | Berkesz, tűzoltószertár                  | 30.7 km | 4208, 4253, 4267 |
| 9                                  | Berkesz, Rákóczi utca 143.               | 31.3 km | 4208, 4253, 4267 |
| 10                                 | Nyírtass, pátrohai elágazás              | 35.0 km | 4208, 4253, 4267 |
| 11                                 | Ajak, olajütő                            | 42.3 km | 4208, 4253, 4267 |
| 12                                 | Kisvárda, autóbusz-állomás               | 46.3 km | 3887, 3888, 4208, 4210, 4251, 4253, 4254, 4259, 4261, 4263, 4267, 4270, 4271 Aranypart expresszvonat, Cívis InterRégió, Hortobágy EuroCity, Latorca nemzetközi InterCity, Nyírség InterCity, Szabolcsi Tekergő expresszvonat, személyvonat – Kisvárda [100.] |
| 13                                 | Kisvárda, pénzügyőr laktanya             | 47.4 km | 3887, 3888, 4210, 4261, 4263, 4267, 4270, 4271 |
| 14                                 | Kisvárda, piactér                        | 47.9 km | 3887, 3888, 4210, 4261, 4263, 4267, 4270, 4271 |
| 15                                 | Kisvárda, gimnázium                      | 48.3 km | 3887, 3888, 4210, 4261, 4263, 4267, 4270, 4271 |
| 16                                 | Kisvárda, Csillag utca                   | 49.0 km | 3887, 3888, 4208, 4210, 4251, 4253, 4254, 4259, 4261, 4263, 4267, 4270, 4271 |
| 17                                 | Kisvárda, fürdő                          | 50.3 km | 3887, 3888, 4270, 4271 |
| 18                                 | Kisvárda, Tesco                          | 50.7 km | 3887, 3888, 4270, 4271 |
| 19                                 | Kisvárda, mikróállomás                   | 51.0 km | 3887, 3888, 4270, 4271 |
| 20                                 | Kékcse, autóbusz-váróterem               | 55.3 km | 3887, 3888, 4270, 4271 |
| 21                                 | Kékcse, községháza                       | 55.9 km | 3887, 3888, 4270, 4271 |
| 22                                 | Kékcse, Kanyári utca                     | 56.8 km | 3887, 3888, 4270, 4271 |
| 23                                 | Cigándi elágazás                         | 57.4 km | 3887, 3888 |
| 24                                 | Tiszakanyár bejárati út                  | 58.9 km | 3887, 3888 |
| 25                                 | Ricsei útelágazás                        | 62.3 km | 3878, 3879, 3887, 3888, 3923 |
| 26                                 | Branyiczkitanya                          | 63.9 km | 3878, 3879, 3887, 3888, 3923 |
| 27                                 | Cigánd, szabadidőközpont                 | 65.5 km | 3878, 3879, 3880, 3887, 3888, 3920, 3923, 3925 |
| 28                                 | Cigánd, Hősök tere                       | 66.3 km | 3878, 3879, 3880, 3887, 3888, 3920, 3925 |
| 29                                 | Cigánd, autóbusz-forduló                 | 67.0 km | 3878, 3879, 3880, 3887, 3888, 3920, 3925 |
| 30                                 | Cigánd, Hősök tere                       | 67.7 km | 3878, 3879, 3880, 3887, 3888, 3920, 3925 |
| 31                                 | Cigánd, szabadidőközpont                 | 68.5 km | 3878, 3879, 3880, 3887, 3888, 3920, 3923, 3925 |
| 32                                 | Branyiczkitanya                          | 70.1 km | 3878, 3879, 3887, 3888, 3923 |
| 33                                 | Ricsei útelágazás                        | 71.7 km | 3878, 3879, 3887, 3888, 3923 |
| 34                                 | Budahomok                                | 76.1 km | 3878, 3879, 3887, 3923 |
| 35                                 | Ricse, Vasút utca 54.                    | 77.9 km | 3878, 3879, 3887, 3923 |
| 36                                 | Ricse, szociális otthon                  | 78.8 km | 3872, 3878, 3879, 3887, 3923, 3924, 3925 |
| 37                                 | Ricse, vegyesbolt vonalközi végállomás   | 79.4 km | 3872, 3873, 3878, 3879, 3887, 3923, 3924, 3925 |
| 38                                 | Ricse, óvoda                             | 80.3 km | 3872, 3873, 3879, 3923, 3924, 3925 |
| 39                                 | Ricse, újtelep                           | 81.0 km | 3872, 3873, 3879, 3923, 3924, 3925 |
| 40                                 | Semjén, Rákóczi utca 4.                  | 81.8 km | 3872, 3873, 3879, 3923, 3924, 3925 |
| 41                                 | Semjén, ricsei elágazás                  | 82.5 km | 3872, 3873, 3879, 3923, 3924, 3925 |
| 42                                 | Semjén, felső                            | 83.0 km | 3873, 3879, 3923, 3925 |
| 43                                 | Lácacséke, tűzoltószertár                | 83.9 km | 3873, 3879, 3923, 3925 |
| 44                                 | Lácacséke, községháza                    | 85.3 km | 3873, 3879, 3923, 3925 |
| 45                                 | Lácacséke, monyhai elágazás              | 85.5 km | 3873, 3879, 3925 |
| 46                                 | Dámóc, autóbusz-váróterem                | 88.7 km | 3873, 3879, 3925 |
| 47                                 | Dámóc, újfalu                            | 89.9 km | 3873, 3879, 3925 |
| 48                                 | Őrhegyi elágazás                         | 91.3 km | 3873, 3879, 3925 |
| Tanítási napokon 1 indítás érinti. |                                          |         | |
| ∫                                  | Őrhegy, autóbusz-forduló                 | ∫       | 3873, 3879, 3925 |
| 48                                 | Őrhegyi elágazás                         | 91.3 km | 3873, 3879, 3925 |
| 49                                 | Zemplénagárd, vegyesbolt                 | 92.9 km | 3873, 3879, 3925 |
| 50                                 | Zemplénagárd, Fő utca 61.                | 93.7 km | 3873, 3879, 3925 |
| 51                                 | Zemplénagárd, községháza                 | 94.6 km | 3873, 3879, 3925 |
| 52                                 | Zemplénagárd, révleányvári utca 54.      | 95.5 km | 3873, 3879, 3925 |
| 53                                 | Révleányvár, szőlőhomok                  | 99.0 km | 3873, 3879, 3925 |
| 54                                 | Révleányvár, Fő tér végállomás           | 99.8 km | 3872, 3873, 3878, 3879, 3924, 3925 |